# Farschviller

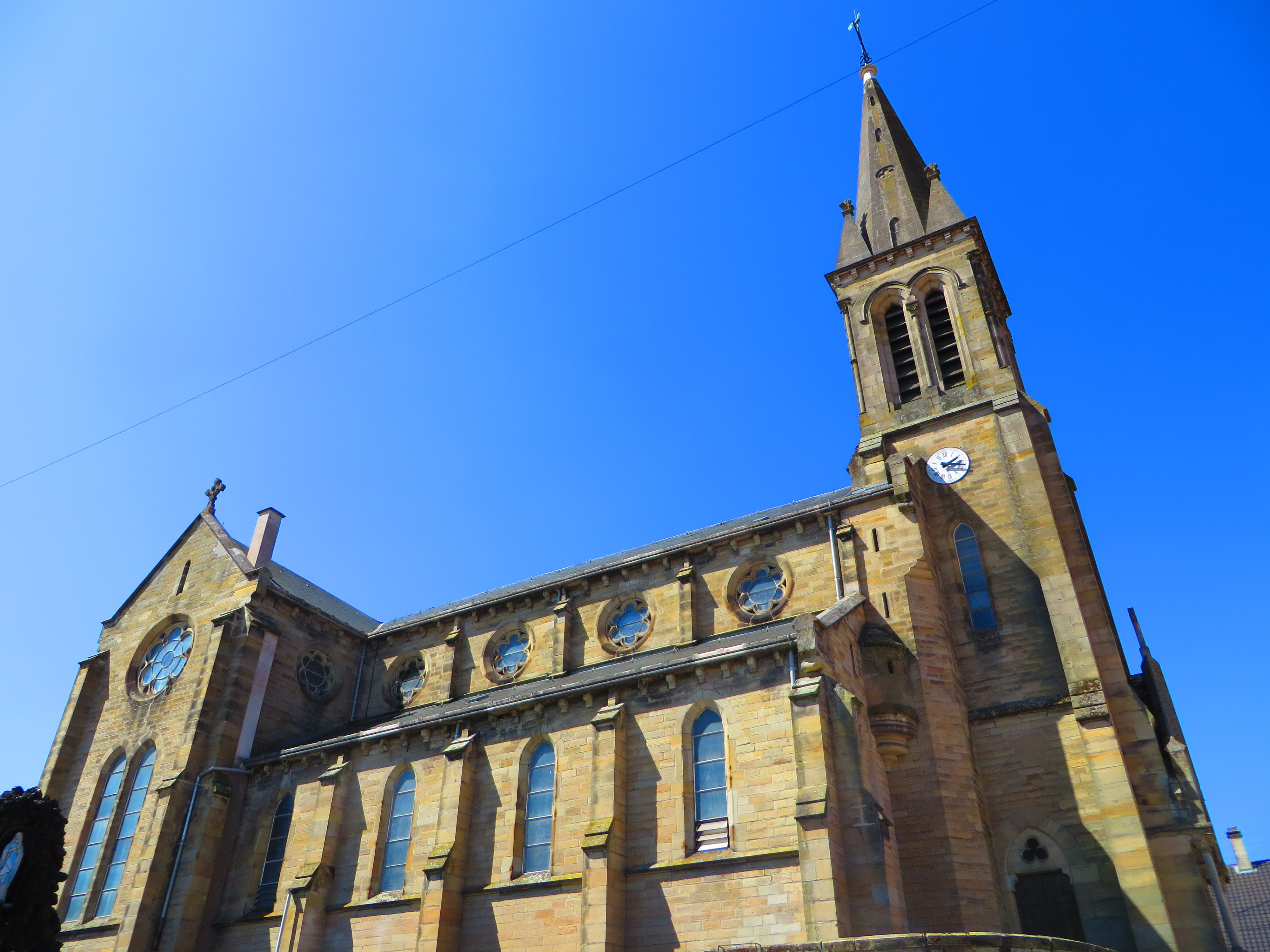
Kirche St. Dionysius (Saint-Denis)

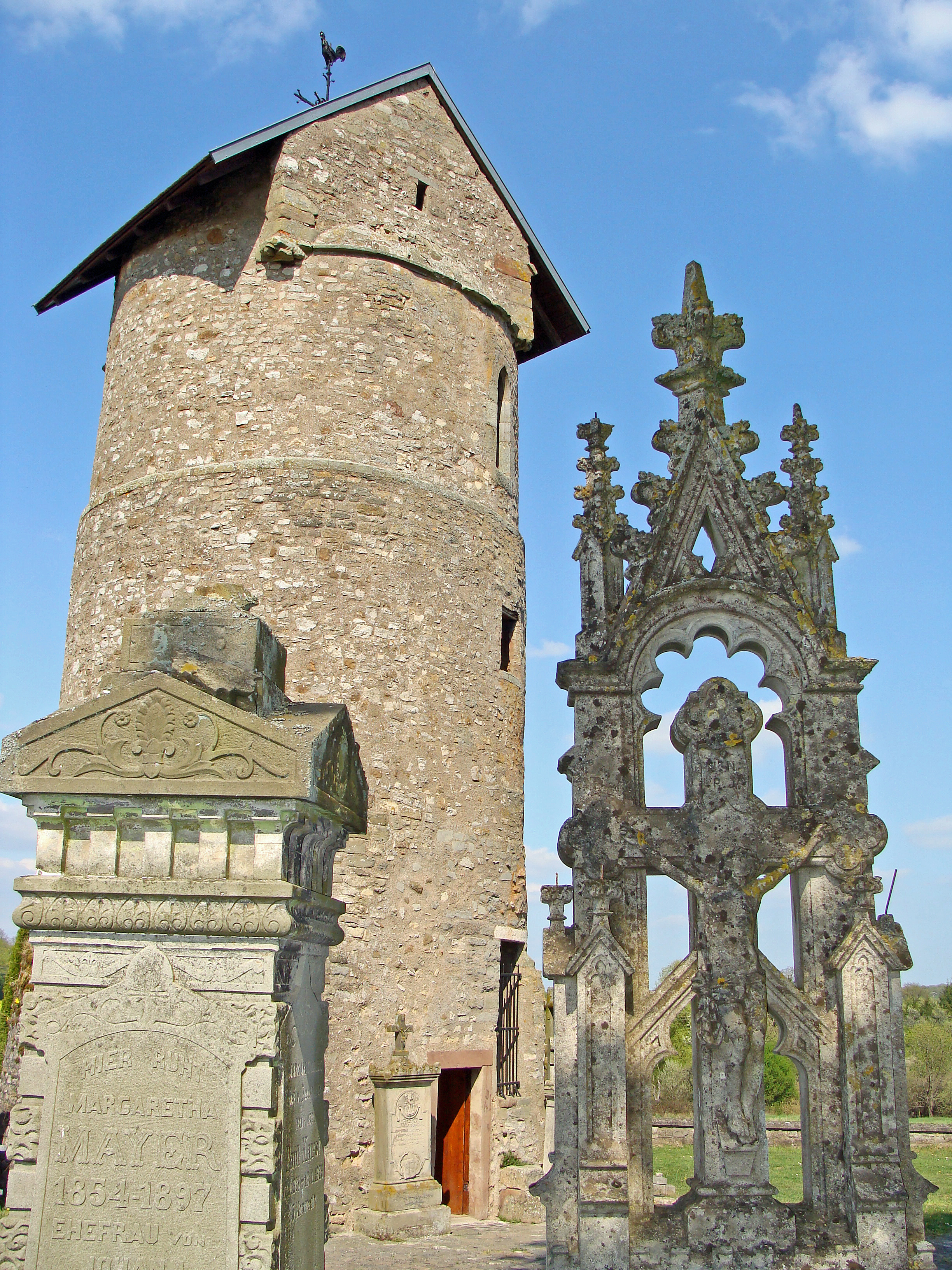
Turm der ehemaligen romanischen Kapelle (12. Jahrhundert)

Farschviller (deutsch Farschweiler, nicht zu verwechseln mit Farschweiler im deutschen Landkreis Trier-Saarburg) ist eine französische Gemeinde mit 1325 Einwohnern (Stand 1. Januar 2022) im Département Moselle in der Region Grand Est (bis 2015 Lothringen). Sie gehört zum Arrondissement Forbach-Boulay-Moselle.

## Geographie
Die Gemeinde liegt in Lothringen, etwa 65  Kilometer von Metz, zehn Kilometer südlich von Forbach auf einer Höhe zwischen 232 m bis 291 m und erstreckt sich über 11,32 km². 
Westlich des Dorfs entspringt die Deutsche Nied.

## Geschichte
Die Ortschaft gehörte früher zum Herzogtum Lothringen. Ältere Ortsbezeichnungen sind Fardulwiler (1125), Farswiller (1214), Warswilra (1332), Farchwiller, Warswiller (1525), Farswiler, Farsweiler (1544), Farsweiler (1594), Farschweiler (1751) und Farschevillers (1825). Im Jahr 1332 umfasste die Gemeinde noch das Dorf Cappel sowie die beiden später zu Lupershausen gehörigen Ortschaften Ellweiler und  Johannisweiler (letztere im 19. Jahrhundert zerstört).
Im Jahr 1125 war Farschwiller als Fardulwiler Teil des umfangreichen Besitzes, den die Abtei St. Denis bei Paris durch ihren aus den Mosel- und Saarlanden stammenden Abt Fulrad (750–784) seit 777 an der mittleren Saar und an der Blies um Saargemünd hielt. Der Name Fardulwiler weist auf den Nachfolger von Fulrad hin, Abt Fardulf, der Grundherr um 800 war. Mit Dionysius von Paris, frz. St. Denis, als Kirchenheiligem besaß die Pfarrei das gleiche Patrozinium wie die Abtei. 795 hatte Fardulf als Begleiter Karls des Großen auf seinem Sachsenfeldzug Reliquien des Heiligen bei sich. Fardulf war auch ein Verehrer von Johannes dem Täufer. Das mag erklären, warum die inzwischen aufgelassene Filialgemeinde von Farschweiler Johannisweiler hieß.
Durch den Frankfurter Frieden vom 10. Mai 1871 kam das Gebiet an das deutsche Reichsland Elsaß-Lothringen, und das Dorf wurde dem Kreis Forbach im Bezirk Lothringen zugeordnet. Die Dorfbewohner betrieben Getreide-, Obst- und Gemüsebau.
Nach dem Ersten Weltkrieg wurde die Region aufgrund der Bestimmungen des Versailler Vertrags 1919 an Frankreich abgetreten. Im Zweiten Weltkrieg war das Gebiet von der deutschen Wehrmacht besetzt, und die Ortschaft stand bis 1944 unter deutscher Verwaltung.

### Bevölkerungsentwicklung
| Jahr      | 1962 | 1968 | 1975 | 1982 | 1990 | 1999 | 2007 | 2019 |
| Einwohner | 1264 | 1303 | 1282 | 1255 | 1211 | 1378 | 1510 | 1355 |

## Sehenswürdigkeiten
- Kirche St. Dionysius (Saint-Denis)
- Turm der ehemaligen romanischen Kapelle aus dem 12. Jahrhundert